# Szimut

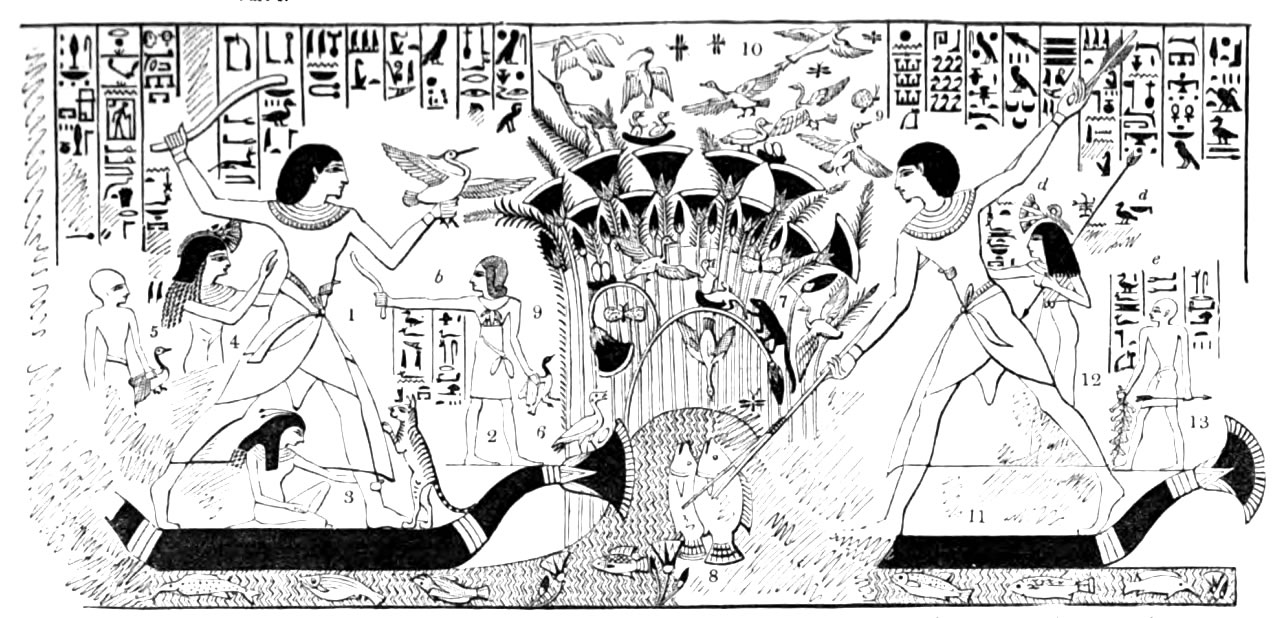
Jelenet Szimut sírjából

Szimut (vagy Szamut; z3-mwt, „Mut fia”) Ámon második prófétája volt az ókori Egyiptomban, III. Amenhotep uralkodása idején.
Pályafutását wab-papként és az isten körmenetekkor használt szentélye egyik vivőjeként kezdte Ámon templomában. A fáraó huszadik uralkodási évében már Ámon negyedik prófétája volt, azaz a negyedik legmagasabb rangú az isten papságában (amely ebben az időben Egyiptom legnagyobb hatalmú papsága volt). A 34. uralkodási évben második prófétává léptették elő a fáraó sógora, Anen helyébe, aki feltehetőleg ekkor halt meg. Kincstárnok („az arany- és ezüstház felügyelője”) is volt, egy további címe pedig „Karnak minden szerződésének lepecsételője”. Szimutot ábrázolják Ramosze vezír thébai sírjában, a gyászolók között.
Fia szintén Ámon papságához tartozott mint wab-pap. Szimut sírja, az A24 sír Thébában volt, és a 19. században fedezték fel, de holléte mára feledésbe merült.